# Viktor Choustikov
Viktor Mikhaïlovitch Choustikov (en russe : Виктор Михайлович Шустиков), est un footballeur soviétique puis russe né le 28 janvier 1939 à Moscou. Il évoluait au poste de défenseur.

## Biographie

### En club
Avec le club du Torpedo Moscou, il remporte deux championnats d'URSS et trois Coupes d'URSS.
Avec cette même équipe, il dispute deux matchs en Coupe d'Europe des clubs champions.

### En équipe nationale
International soviétique, il reçoit 8 sélections en équipe d'Union soviétique entre 1963 et 1964. 
Il joue son premier match en équipe nationale le 22 septembre 1963 contre la Hongrie et son dernier le 29 septembre 1964 contre la Bulgarie.
Il fait partie du groupe soviétique finaliste de l'Euro 1964, disputant les deux matchs de la compétition.

## Statistiques
| Saison                | Club                  | Championnat           | Championnat | Championnat | Coupe(s) nationale(s) | Coupe(s) nationale(s) | Compétition(s) continentale(s) | Compétition(s) continentale(s) | Compétition(s) continentale(s) | Total | Total |
| Saison                | Club                  | Division              | M.          | B.          | M.                    | B.                    | Comp.                          | M.                             | B.                             | M.    | B.    |
| 1958                  | Torpedo Moscou        | D1                    | 3           | 0           | 4                     | 0                     | -                              | -                              | -                              | 7     | 0     |
| 1959                  | Torpedo Moscou        | D1                    | 22          | 0           | 2                     | 0                     | -                              | -                              | -                              | 24    | 0     |
| 1960                  | Torpedo Moscou        | D1                    | 30          | 0           | 3                     | 0                     | -                              | -                              | -                              | 33    | 0     |
| 1961                  | Torpedo Moscou        | D1                    | 30          | 0           | 6                     | 0                     | -                              | -                              | -                              | 36    | 0     |
| 1962                  | Torpedo Moscou        | D1                    | 32          | 0           | 3                     | 0                     | -                              | -                              | -                              | 35    | 0     |
| 1963                  | Torpedo Moscou        | D1                    | 38          | 0           | 2                     | 0                     | -                              | -                              | -                              | 40    | 0     |
| 1964                  | Torpedo Moscou        | D1                    | 32          | 0           | 0                     | 0                     | -                              | -                              | -                              | 32    | 0     |
| 1965                  | Torpedo Moscou        | D1                    | 30          | 0           | 0                     | 0                     | -                              | -                              | -                              | 30    | 0     |
| 1966                  | Torpedo Moscou        | D1                    | 35          | 0           | 5                     | 0                     | -                              | -                              | -                              | 40    | 0     |
| 1967                  | Torpedo Moscou        | D1                    | 26          | 0           | 1                     | 0                     | C1                             | 2                              | 0                              | 29    | 0     |
| 1968                  | Torpedo Moscou        | D1                    | 38          | 0           | 6                     | 0                     | C2                             | 7                              | 0                              | 51    | 0     |
| 1969                  | Torpedo Moscou        | D1                    | 28          | 0           | 2                     | 0                     | -                              | -                              | -                              | 30    | 0     |
| 1970                  | Torpedo Moscou        | D1                    | 25          | 0           | 5                     | 0                     | C2                             | 2                              | 0                              | 32    | 0     |
| 1971                  | Torpedo Moscou        | D1                    | 28          | 0           | 6                     | 0                     | -                              | -                              | -                              | 34    | 0     |
| 1972                  | Torpedo Moscou        | D1                    | 30          | 0           | 10                    | 0                     | -                              | -                              | -                              | 40    | 0     |
| Total sur la carrière | Total sur la carrière | Total sur la carrière | 427         | 0           | 55                    | 0                     | -                              | 11                             | 0                              | 493   | 0     |

## Palmarès
Torpedo Moscou
- Champion d'Union soviétique en 1960 et 1965.
- Vainqueur de la Coupe d'Union soviétique en 1960, 1968 et 1972.

 Union soviétique
- Finaliste de l'Euro 1964.